# Ourique
Ourique – miejscowość w Portugalii, leżąca w dystrykcie Beja, w regionie Alentejo w podregionie Baixo Alentejo. Miejscowość jest siedzibą gminy o tej samej nazwie. W 1139 stoczono tu ważną dla historii Portugalii bitwę pod Ourique.

## Demografia
| Liczba ludności gminy Ourique (1801–2011) | Liczba ludności gminy Ourique (1801–2011) | Liczba ludności gminy Ourique (1801–2011) | Liczba ludności gminy Ourique (1801–2011) | Liczba ludności gminy Ourique (1801–2011) | Liczba ludności gminy Ourique (1801–2011) | Liczba ludności gminy Ourique (1801–2011) | Liczba ludności gminy Ourique (1801–2011) | Liczba ludności gminy Ourique (1801–2011) | Liczba ludności gminy Ourique (1801–2011) |
| ----------------------------------------- | ----------------------------------------- | ----------------------------------------- | ----------------------------------------- | ----------------------------------------- | ----------------------------------------- | ----------------------------------------- | ----------------------------------------- | ----------------------------------------- | ----------------------------------------- |
| 1801                                      | 1849                                      | 1900                                      | 1930                                      | 1960                                      | 1981                                      | 1991                                      | 2001                                      | 2004                                      | 2011                                      |
| 6480                                      | 8205                                      | 9143                                      | 14 014                                    | 15 002                                    | 7969                                      | 6597                                      | 6199                                      | 5842                                      | 5 389                                     |

## Sołectwa
Sołectwa gminy Ourique (ludność wg stanu na 2011 r.):
- Conceição – 86 osób
- Garvão – 731 osób
- Ourique – 2874 osoby
- Panóias – 496 osób
- Santa Luzia – 352 osoby
- Santana da Serra – 850 osób